# Christian Rasmussen (piloto)
Christian Rasmussen (Copenhague, Dinamarca; 29 de junio de 2000) es un piloto de automovilismo danés. Fue tercero de los campeonatos de Fórmula 4 de Dinamarca en 2017 y Estados Unidos en 2018. En 2019 ingresó al programa Road to Indy, y ganó el título en las tres categorías (U.S. F2000: 2020, Indy Pro 2000: 2021 e Indy NXT: 2023), convirtiéndose en el segundo piloto en lograr dicho hito tras Kyle Kirkwood. En 2022 y 2023 también corrió en el IMSA SportsCar Championship. Desde 2024 compite en la IndyCar Series con el equipo Ed Carpenter Racing.

## Resumen de carrera
| Temporada | Categoría                                 | Equipo                                      | Carreras     | Victorias    | Poles        | VR           | Podios       | Puntos       | Pos.         |
| --------- | ----------------------------------------- | ------------------------------------------- | ------------ | ------------ | ------------ | ------------ | ------------ | ------------ | ------------ |
| 2016      | Fórmula Ford Danesa                       | Frederichsen Sport                          | 20           | 5            | 0            | 4            | 15           | 332          | 2.º          |
| 2017      | Campeonato de Fórmula 4 Danesa            | Magnussen Racing Experience                 | 21           | 2            | 1            | 3            | 12           | 292          | 3.º          |
| 2018      | Campeonato de Estados Unidos de Fórmula 4 | Jay Howard's Motorsports Driver Development | 17           | 5            | 1            | 4            | 8            | 196          | 3.º          |
| 2019      | Campeonato Nacional U.S. F2000            | Jay Howard Driver Development               | 15           | 3            | 1            | 4            | 7            | 282          | 3.º          |
| 2020      | Campeonato Nacional U.S. F2000            | Jay Howard Driver Development               | 17           | 9            | 8            | 7            | 10           | 394          | 1.º          |
| 2021      | Indy Pro 2000                             | Jay Howard Driver Development               | 18           | 7            | 2            | 8            | 12           | 445          | 1.º          |
| 2022      | Indy Lights                               | Andretti Autosport                          | 14           | 2            | 1            | 2            | 5            | 440          | 6.º          |
| 2022      | IMSA SportsCar Championship - LMP2        | Era Motorsport                              | 1            | 0            | 0            | 0            | 0            | 285          | 19.º         |
| 2023      | Indy NXT                                  | HMD Motorsports with Dale Coyne Racing      | 14           | 5            | 5            | 5            | 8            | 539          | 1.º          |
| 2023      | IMSA SportsCar Championship - LMP2        | Era Motorsport                              | 4            | 0            | 0            | 1            | 2            | 926          | 11.º         |
| 2024      | IndyCar Series                            | Ed Carpenter Racing                         | 14           | 0            | 0            | 0            | 0            | 163          | 22.º         |
| 2025      | IndyCar Series                            | Ed Carpenter Racing                         | Disputándose | Disputándose | Disputándose | Disputándose | Disputándose | Disputándose | Disputándose |
| Fuente:   |                                           |                                             |              |              |              |              |              |              |              |

## Resultados

### Campeonato Nacional U.S. F2000
(Clave) (negrita indica pole position) (cursiva indica vuelta rápida)

| Año  | Equipo                        | 1     | 2      | 3      | 4     | 5     | 6      | 7     | 8     | 9      | 10     | 11     | 12    | 13     | 14    | 15    | 16     | 17    | Pos. | Puntos |
| ---- | ----------------------------- | ----- | ------ | ------ | ----- | ----- | ------ | ----- | ----- | ------ | ------ | ------ | ----- | ------ | ----- | ----- | ------ | ----- | ---- | ------ |
| 2019 | Jay Howard Driver Development | STP 4 | STP 15 | IMS 20 | IMS 8 | LOR 6 | RDA 17 | RDA 5 | TOR 2 | TOR 1  | MDO 1  | MDO 2  | POR 3 | POR 17 | LAG 1 | LAG 2 |        |       | 3.º  | 445    |
| 2020 | Jay Howard Driver Development | RDA 1 | RDA 1  | MDO 1  | MDO 1 | MDO 1 | LOR 1  | IMS 6 | IMS 5 | IMS 21 | MDO 14 | MDO 20 | MDO 1 | NJM 2  | NJM 1 | NJM 1 | STP 19 | STP 5 | 1.º  | 394    |

### Indy Pro 2000
(Clave) (negrita indica pole position) (cursiva indica vuelta rápida)

| Año  | Equipo                        | 1      | 2     | 3     | 4     | 5     | 6     | 7     | 8     | 9      | 10    | 11    | 12    | 13    | 14    | 15    | 16    | 17    | 18    | Pos. | Puntos |
| ---- | ----------------------------- | ------ | ----- | ----- | ----- | ----- | ----- | ----- | ----- | ------ | ----- | ----- | ----- | ----- | ----- | ----- | ----- | ----- | ----- | ---- | ------ |
| 2021 | Jay Howard Driver Development | ALA 13 | ALA 2 | STP 2 | STP 1 | IMS 1 | IMS 9 | IMS 1 | LOR 1 | RDA 10 | ROA 1 | MDO 1 | MDO 5 | GTW 2 | NJM 3 | NJM 9 | NJM 9 | MDO 1 | MDO 3 | 1.º  | 445    |

### Indy Lights/Indy NXT
(Clave) (negrita indica pole position) (cursiva indica vuelta rápida)

| Año  | Equipo                                 | 1        | 2       | 3      | 4     | 5      | 6      | 7       | 8       | 9       | 10    | 11      | 12    | 13    | 14      | Pos. | Puntos |
| ---- | -------------------------------------- | -------- | ------- | ------ | ----- | ------ | ------ | ------- | ------- | ------- | ----- | ------- | ----- | ----- | ------- | ---- | ------ |
| 2022 | Andretti Autosport                     | STP 12L* | ALA 11  | IMS 4L | IMS 2 | DET 13 | DET 13 | RDA 1L* | MDO 4   | IOW 2   | NSH 5 | GTW 12  | POR 7 | LAG 2 | LAG 1L* | 6.º  | 440    |
| 2023 | HMD Motorsports with Dale Coyne Racing | STP 4    | BAR 1L* | IMS 5  | DET 9 | DET 2  | RDA 19 | MDO 3L* | IOW 1L* | NSH 1L* | IMS 6 | GMP 1L* | POR 5 | LAG 2 | LAG 1L* | 1.º  | 539    |

### IndyCar Series
(Clave) (negrita indica pole position) (cursiva indica vuelta rápida)

| Año     | Equipo              | Motor     | 1      | 2       | 3      | 4      | 5      | 6       | 7      | 8      | 9      | 10     | 11    | 12    | 13     | 14    | 15     | 16     | 17     | 18     | Pos. | Puntos |
| ------- | ------------------- | --------- | ------ | ------- | ------ | ------ | ------ | ------- | ------ | ------ | ------ | ------ | ----- | ----- | ------ | ----- | ------ | ------ | ------ | ------ | ---- | ------ |
| 2024    | Ed Carpenter Racing | Chevrolet | STP 19 | THE DNQ | LBH 27 | ALA 24 | IGP 20 | INDY 12 | DET 27 | ROA 20 | LAG 13 | MDO 9  | IOW   | IOW   | TOR 27 | GAT   | POR 26 | MIL 11 | MIL 16 | NSH 14 | 22.º | 163    |
| 2025*   | Ed Carpenter Racing | Chevrolet | STP 15 | THE 12  | LBH 23 | ALA 15 | IGP 19 | INDY 6  | DET 24 | GAT 3  | ROA 18 | MDO 25 | IOW 6 | IOW 8 | TOR 20 | LAG 9 | POR 12 | MIL    | NSH    |        | 13.º | 257    |
| Fuente: |                     |           |        |         |        |        |        |         |        |        |        |        |       |       |        |       |        |        |        |        |      |        |

- * Temporada en progreso.